# Стефанина
Стефанина (грч. Στεφανινά) је насељено место у општини Бешичко Језеро у периферији Средишња Македонија, Грчка. Према попису из 2021. године био је 251 становник.
Према бугарском географу и историчару, Василу Канчову, у Стефанини је 1900. године живело 900 Грка. Двадесетих година 20. века насељен је мањи број грчких избегличких породица. На попису из 1928. године Стефанина је имала 589 становника.